# SEAT León III
El SEAT León es un automóvil de turismo del segmento C producido por el fabricante español SEAT esta Tercera generación desde el año 2012 hasta el año 2020.

## Tercera generación (2012-2020)

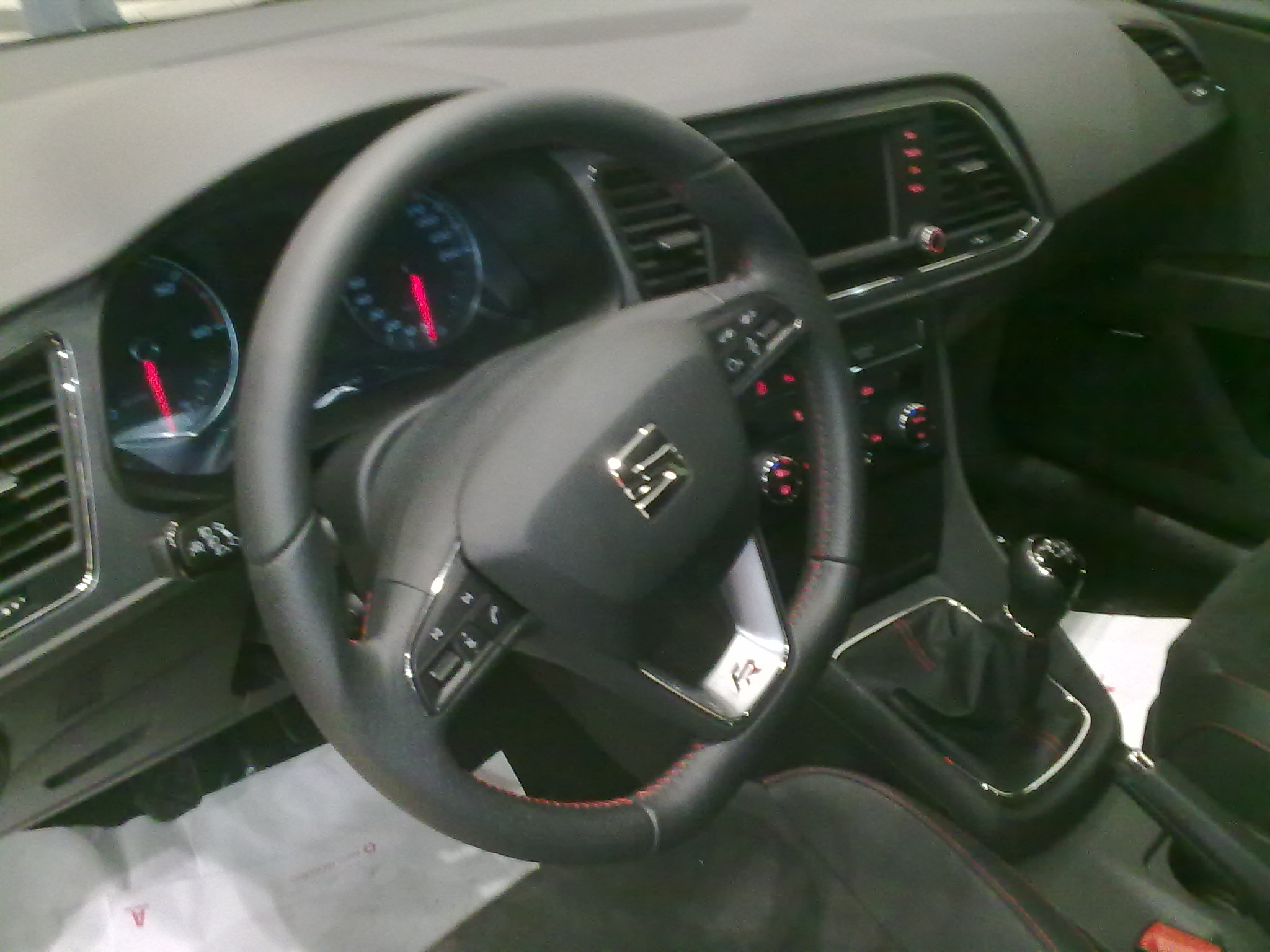
Interior del SEAT León III.

La tercera generación del León (modelo 5F)  se presentó al público en el Salón de París en noviembre de 2012. Utiliza la plataforma MQB que utilizan el Audi A3 III, Volkswagen Golf VII y el Škoda Octavia III.
Basado en el prototipo SEAT IBe, el tercer León muestra el nuevo lenguaje de diseño de la marca SEAT, basándose en líneas limpias y elegantes, aunque a la vez con la esencia deportiva que siempre ha caracterizado a la marca.
Además de la carrocería hatchback de cinco puertas (código 5F1), se ofrece en versiones hatchback en tres puertas (código 5F5) y familiar de cinco puertas denominado León ST (código 5F8). De esta última se crea una nueva variante campera denominada X-Perience (código 5F88). Su aspecto exterior es muy similar al del Ibiza IV. Pese a las críticas por su gran parecido con el SEAT Ibiza tiene ciertas diferencias de diseño.

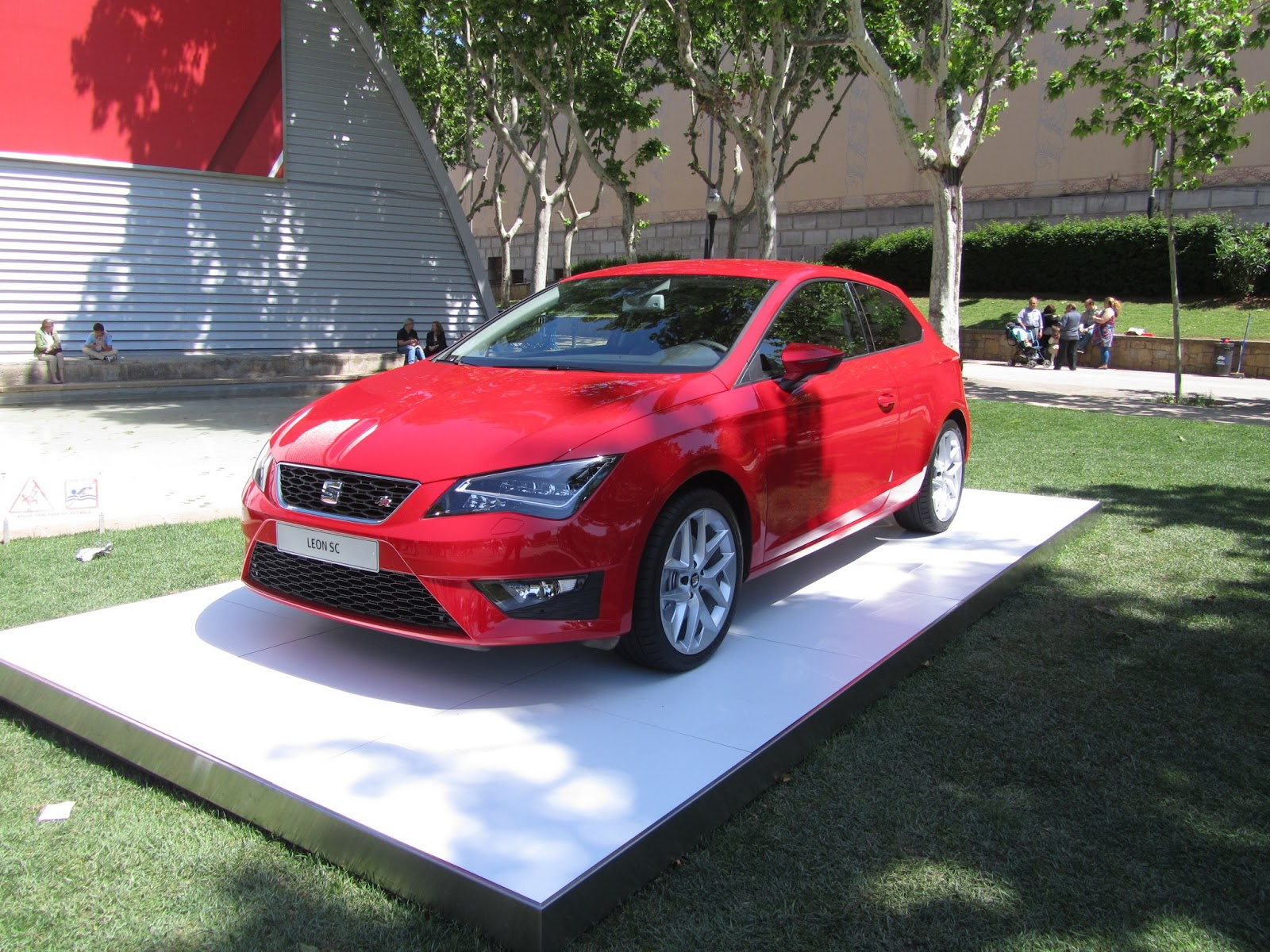
SEAT León SC
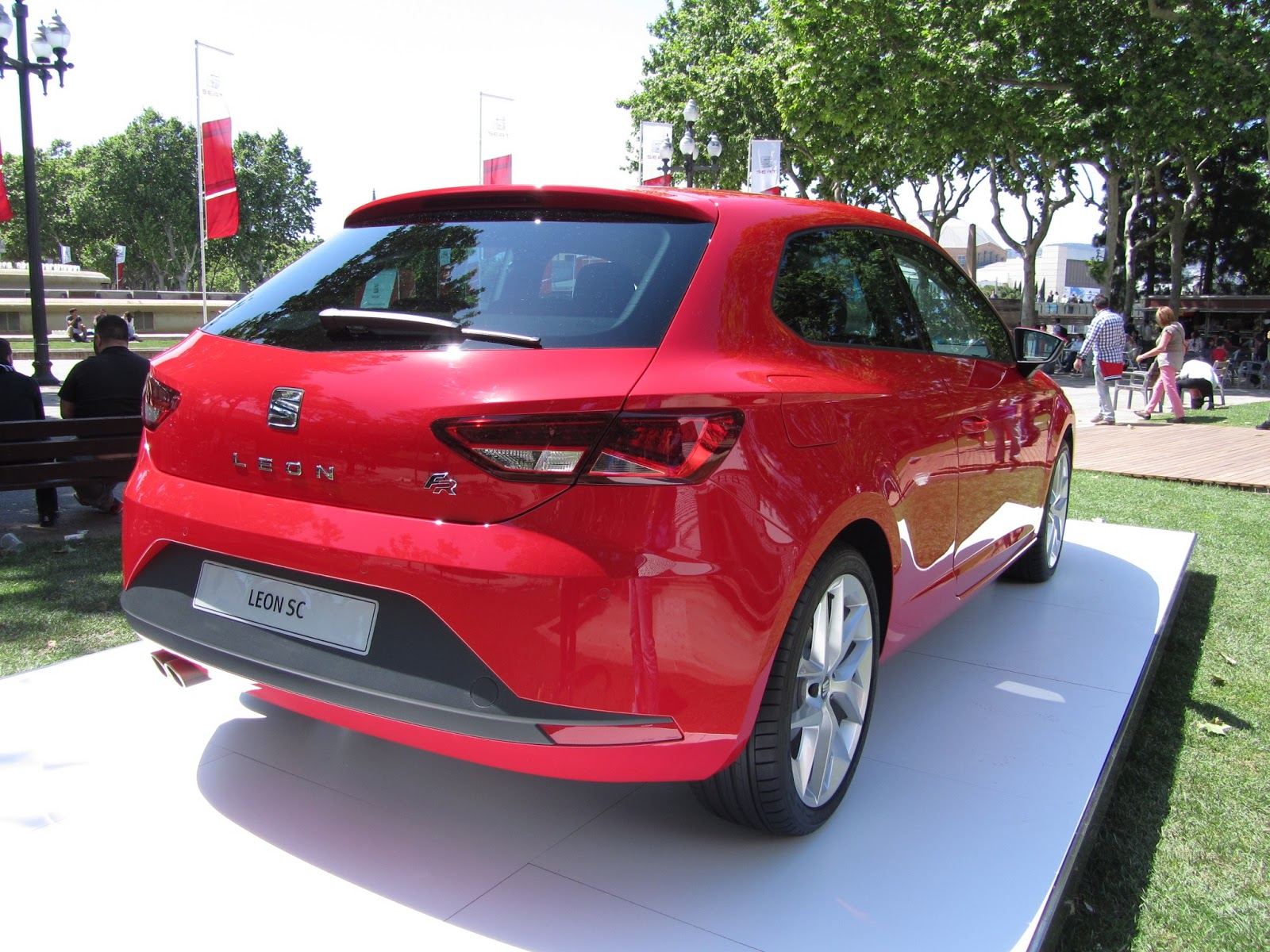
SEAT León SC
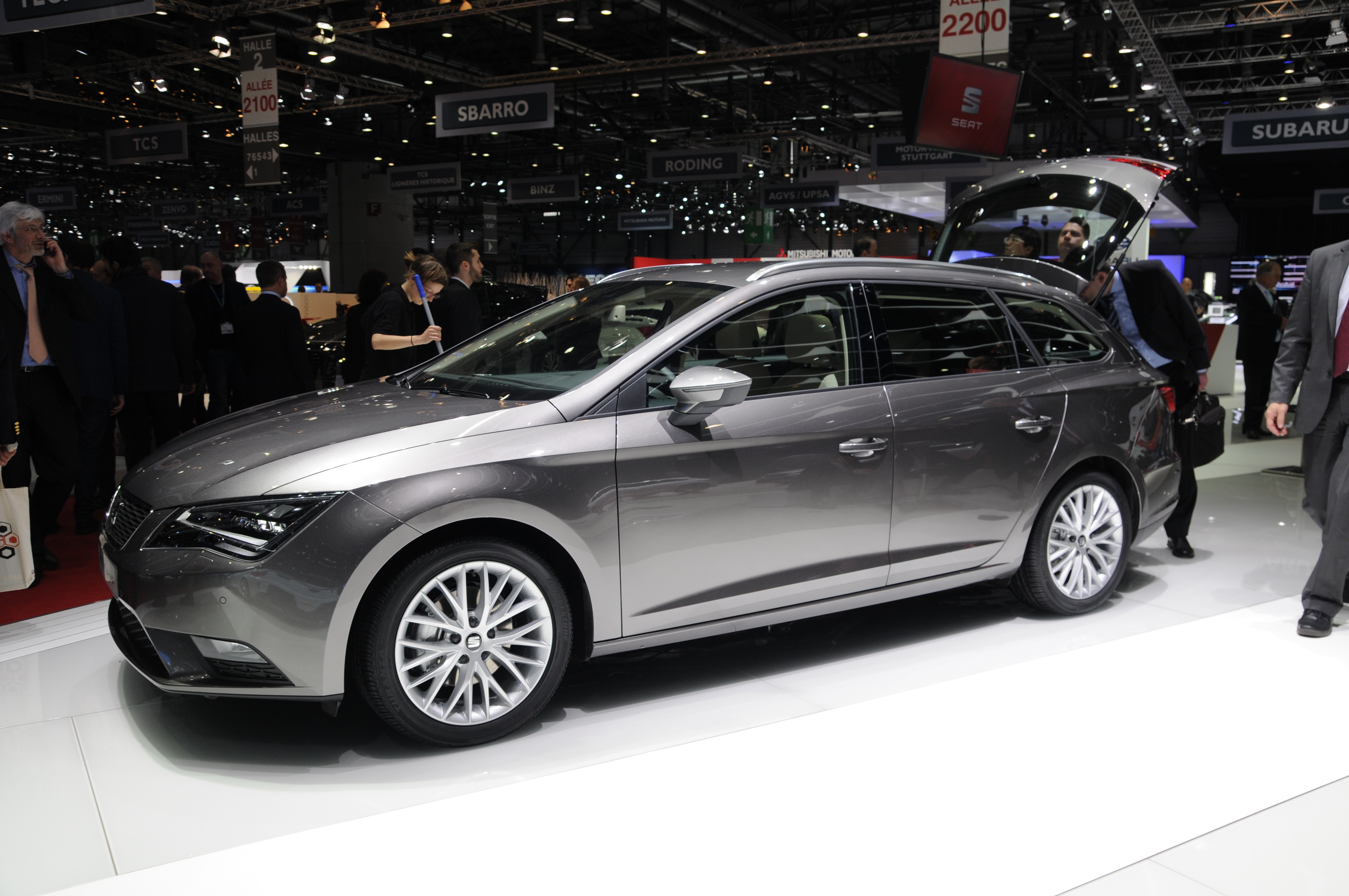
SEAT León ST
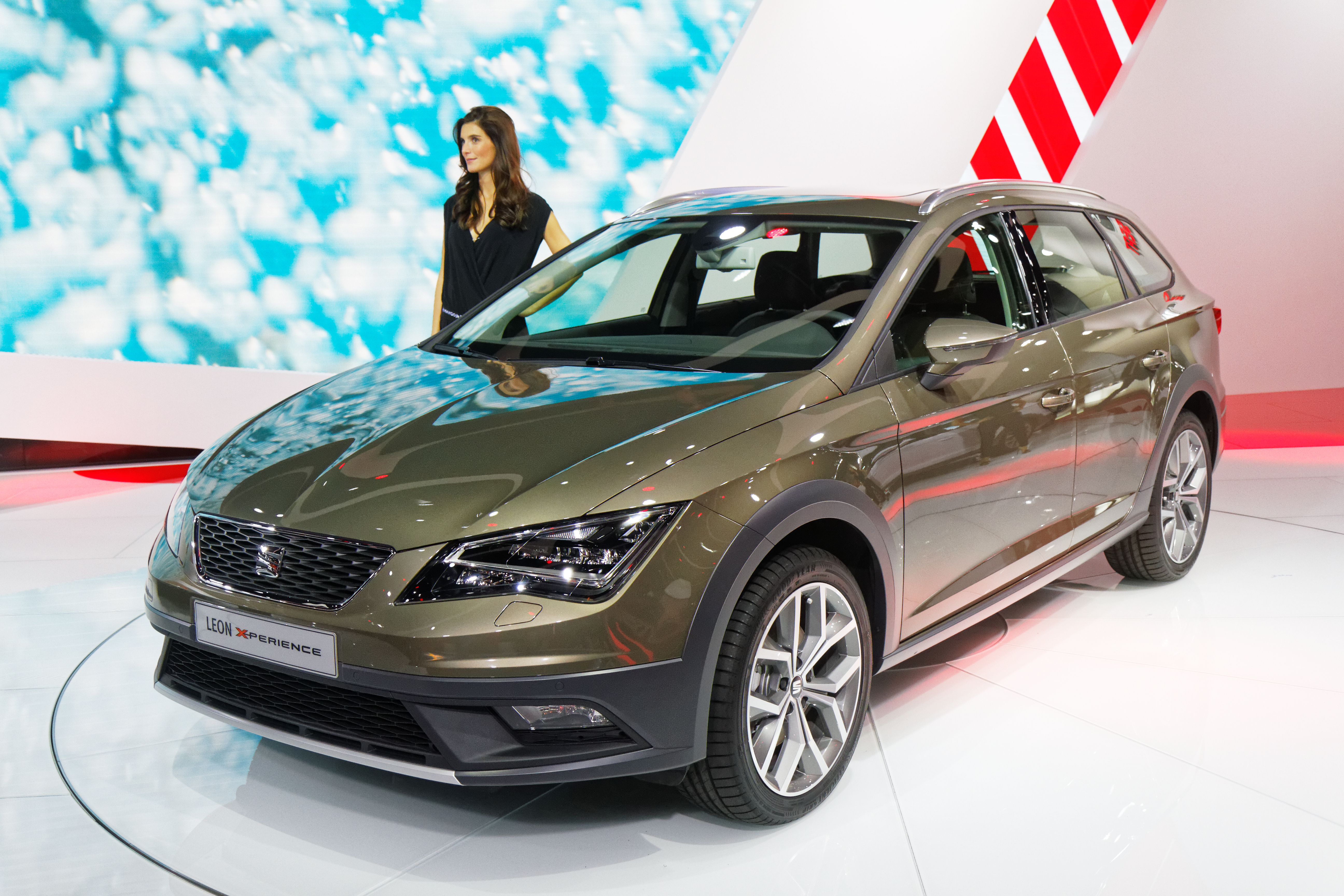
SEAT León X-Perience

Será la primera vez que el León tenga variantes SC (Sport Coupé) y ST (Sport Tourer). De esta forma habrá un gran abanico de modelos nuevos en SEAT, junto al último SEAT Toledo.

### Motorizaciones
La gama de motores que se prevé para este León se encuentran un gasolina de 1,2 litros en versiones de 86, 105 y 110 CV, un gasolina de 1,4 litros y 122 CV, un gasolina de 1,4 litros y 140 CV, un gasolina 1.5 de 130cv y 150cv, un gasolina de 1,8 litros y 180 CV, un diésel de 1,6 litros y 105 CV (en las nuevas versiones el motor diesel 1.6 litros tiene 115 CV), un diésel de 2,0 litros y 150 CV, y un diésel de 2,0 litros y 184 CV.
También cuenta con una motorización híbrida TGI que combina dos combustibles, el gas natural comprimido (GNC) y la gasolina con el mismo motor TSI 1.4 de 110 caballos, se diferencia del resto de la gama, estéticamente en unos aletines laterales en la luneta trasera, rejilla de la calandra delantera, y el maletero se reduce al integrar el depósito GNC en su fondo.

### Acabados
Cuenta con los acabados Reference, Style, FR y Cupra.
- Emoción

Es la versión destinadas a industrias, flotas o a empresas de alquiler de vehículos. No está a la venta para el público general.
- Reference

Es la versión básica y lleva el siguiente equipamiento: 7 airbags (2 frontales, 2 laterales y 2 de cortina), desactivación del airbag del pasajero y airbag de rodilla, iSOFiX con Top Tether en las 2 plazas traseras, ASR + ABS, ESC con sensor de presión neumáticos, llantas de aleación de 16", suspensión de tipo Confort, faros dobles halógenos y luz diurna, función Coming Home, aire acondicionado, luces de lectura delanteras, retrovisores eléctricos exteriores, sistema Radio Media System Touch y USB, elevalunas delanteros eléctricos, guantera y maletero con sistema de iluminación, cierre centralizado con mando a distancia, 2 llaves plegables con apertura selectiva del maletero (3 botones), ordenador de a bordo, indicador de cambio de marchas eficiente, control de velocidad de crucero, 6 altavoces, interior negro, asiento del conductor regulable en altura, asiento trasero con apoyacabezas, plegables 1/3-2/3 y reclinables, visera parasol para conductor y pasajero con espejo y espacio para tarjetas para el conductor, posavasos delantero, sensores de parking traseros, argollas para fijar carga en maletero, volante multifunción.
Adicionalmente a este equipamiento, en agosto de 2013 se presenta el equipamiento Reference Plus, el cual añade al acabado Reference convencional el climatizador bi-zona, faros antiniebla con función Cornering, sistema de sonido con pantalla táctil de cinco pulgadas a color, Bluetooth, apoyabrazos en asientos delanteros, ocho altavoces y elevalunas eléctricos traseros.
- Style

Es la versión intermedia y también la más completa. Además de las adicionales del modelo Reference incorpora: inserciones cromadas, freno de mano en piel, apoyabrazos en asientos delanteros, elevalunas delanteros y traseros eléctricos, volante multifunción y pomo de cambios en piel, llantas de aleación 17" 30/2 modelo Design, retrovisores exteriores eléctricos y calefactados, luces de lectura frontal y trasera, sistema Media System Colour con pantalla de 5" a color, dispositivos de sonido (MP3/WMA), ranura para la tarjeta SD, Bluetooth (teléfono + audio streaming), reproductor CD, AUX-in y USB, 8 altavoces, interior Style Negro, asientos ajustables en altura para el conductor y el pasajero, visera parasol para el conductor y el pasajero con cubierta y espejo con luz de cortesía, tarjetero, consola central con compartimiento y portavasos integrado con difusor de aire trasero, ESC + XDS + sensor de presión de neumáticos y asistente de arranque en pendientes.
- FR

Es la versión deportiva. Además de los complementos del Style incorpora: talonera interior de aluminio del tipo FR para puertas delanteras, luces interiores de ambiente y en la zona de las piernas, cristales oscuros, SEAT Driver Profile con distintos modos de conducción a elegir (Normal, Sport, Eco e Individual) de entrega de potencia y sonido del motor, el grado de firmeza de la dirección asistida y la iluminación interior de la puerta. Luces ambiente multicolores (roja para Sport/blanca para Normal) en paneles de puertas laterales y regulador de sonido (únicamente con motores 1.8 TSI de 180 CV & 2.0 TDI de 184 CV), diferenciación específica de FR (colores y acabados en interior y exterior), volante en piel con emblema FR, ajuste lumbar asiento conductor y pasajero, llantas de aleación 18" 30/2 modelo Dynamic, tubo doble de escape visto y cromado, suspensión de FR, retrovisores exteriores eléctricos plegables con posición párking, asientos delanteros deportivos en tela y símil de cuero, interior negro de FR.
- FR Edition GNC MY20

Con respecto a la versión FR incorpora de serie: Faros Full LED, Full Link y control de velocidad de crucero adaptativo que incluye Front Assist con protección de peatones
- FR Edition MY20

Con respecto a la versión FR incorpora de serie: Faros Full LED, BeatsAudio con 9 altavoces + subwoofer + amplificador 340W, cuadro de mandos Digital Cockpit, control de velocidad de crucero adaptativo, Full Link y el Dynamic & Comfort Pack: Suspensión adaptativa (DCC) + dirección progresiva + Sport HMI
- Cupra

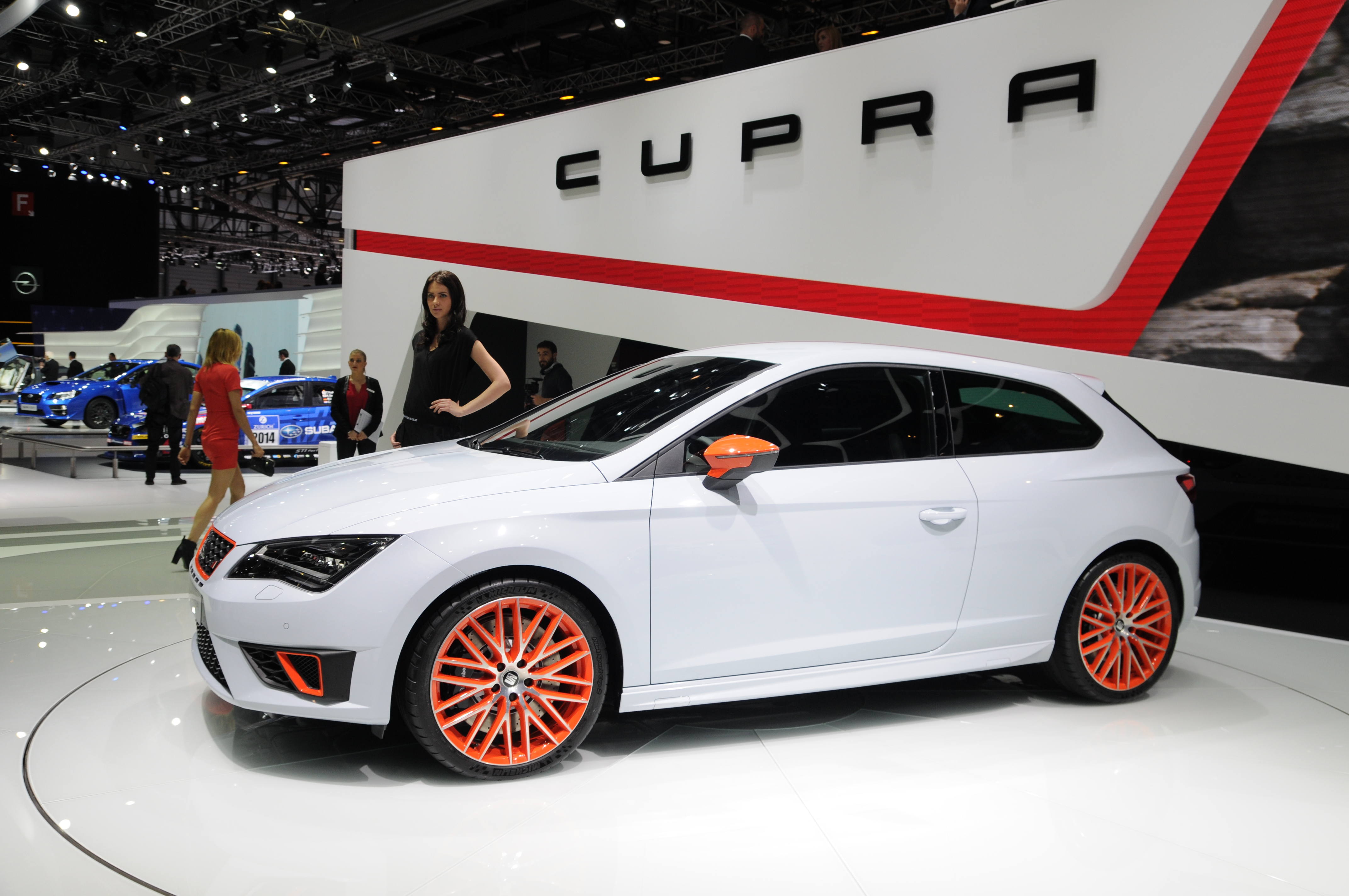
SEAT León Cupra Performance Pack concept, vista lateral.

La versión Cupra es la más deportiva de SEAT. Los motores llegan a los 265 y 280 CV. Se presentó en el Salón de Ginebra de 2014 en color blanco con un kit opcional denominado Performance Pack con detalles naranjas en retrovisores, llantas, el marco de la parrilla y anagramas, haciendo honor al SEAT León de competición, el León Cup Racer. Este kit también estará disponible en el mercado en 3 colores a escoger naranja, negro o blanco. Se prevé que más adelante como en las anteriores generaciones pueda salir la versión Cupra R con la mecánica de 300 CV heredada del Volkswagen Golf R.

### Rediseño
En octubre de 2016 se presenta una pequeña reestilización para modernizar el modelo, que se empezara a comercializar entrado el año 2017. Incluyendo las versiones Reference, Style, FR y una nueva versión denominada Xcellence siendo esta la más equipada, por otro lado el fabricante ofrece puntualmente paquetes de equipamiento adicionales como el Copa, Plus y Edition. 
- En el exterior, parachoques rediseñados tanto delantero como trasero para las versiones normales como para las deportivas, nueva rejilla y nuevos faros con tecnología led con más luminosidad de alcance tanto delanteros como traseros, estos ahora incluyen doble marca atrás, nuevos modelos de llantas.
- En el interior nuevas tapicerías, se le incluye nueva pantalla más grande, elevación de la zona de la palanca de marchas y un sistema de iluminación ambiente mediante LED.
- En el apartado electrónico, se añade el nuevo freno de mano electrónico, y tecnología heredada directamente del SEAT Ateca.[5]

### Ediciones especiales/Series limitadas
| | I-TECH                                                                         | Style |                                                         |
| Versión estilizada del acabado "Style" que ofrece una tapicería exclusiva y llantas tintadas en gris, junto a un gran número de extras. |                                                                                |       |                                                         |
| | CONNECT y CONNECT PLUS                                                         | Style |                                                         |
| Versión estilizada del acabado "Style" que sustituye a los I-TECH, ofrece una tapicería exclusiva, inserciones interiores en azul y llantas de 17" tintadas en gris, Full Link, lunas traseras oscurecidas y cámara de visión trasera. |                                                                                |       |                                                         |
| 2017 | Cupra R Limited edition                                                        | Cupra | El modelo lleva un kit especial de carrocería exclusivo |
| Presentado en el salón del Automóvil de Fráncfort de 2017, esta edición estará limitado a tan solo 799 unidades, cuenta con la motorización 2.0 TFSI con cambio manual y 310cv o DSG con 300cv. El exterior de la carrocería está disponible en 3 colores (Negro Medianoche, Gris Pirineos y el exclusivo Matte Grey por otro lado cuenta con detalles en fibra de carbono en los alerones delanteros y traseros, faldones laterales y difusor trasero, además de detalles en color cobre como el logo de la marca y espejos retrovisores. El interior también tiene detalles en fibra de carbono y cobre y la tapicería en alcántara incluyendo el volante y el pomo de marchas. |                                                                                |       |                                                         |
| 2018 | Cupra R ST                                                                     | Cupra |                                                         |
| Se presenta en el salón de Ginebra de 2018, se basa en el Cupra R de 5 puertas edición limitada pero con algunas diferencias aparte de la carrocería, como los retrovisores en fibra de carbono y no tiene los pasos de rueda que si incorpora el cinco puertas, la estética que se les ha querido dar a los últimos SEAT Cupra como modelos de despedida es una imagen con alcántara, fibra de carbono y colores cobre, imagen que seguirán dentro de los nuevos Cupra como segunda marca de SEAT. |                                                                                |       |                                                         |
| | VISIO                                                                          | Style |                                                         |
| Versión estilizada del acabado "Style" que sustituye a la edición CONNECT, ofrece una tapicería exclusiva, logo de la edición en móntate de las puertas, llantas color titanio. |                                                                                |       |                                                         |
| 2018 | ST Cupra Black Carbon                                                          | Cupra |                                                         |
| 2018 Edición limitada a 100 unidades para el mercado español. |                                                                                |       |                                                         |
| 2019 | Carbón Edition                                                                 | FR    |                                                         |
| 2019, edición limitada, bajo el acabado FR, integra el kit aerodinámico de SEAT Sport además de incluir detalles en fibra de carbono. |                                                                                |       |                                                         |
| | Black Line (Francia)                                                           |       |                                                         |
| Versión equipada. Es una edición especial para Francia. |                                                                                |       |                                                         |
| 2016 | FR Dynamic (Edición limitada a 100 unidades para el mercado mexicano)          | FR    |                                                         |
| Solo disponible en carrocería Sport Coupe en color rojo, su principal característica es el bajo del frontal que añade un Lip negro con un detalle en aluminio más taloneras laterales, logo FR Dynamic en vinilo de carbono en las aletas delanteras y llantas de 18" en gris titanio. Esta versión monta la motorización 1.8 TSI . |                                                                                |       |                                                         |
| 2018 | Cupra ST 370 CV (Suiza)                                                        | Cupra |                                                         |
| Se presenta en el salón de Ginebra de 2018, únicamente estará disponible en el mercado Suizo, el modelo se ha desarrollado gracias a una colaboración de SEAT con ABT el cual a potenciado el motor llegando a los 370 cv además de mejorar otros elementos mecánicos. |                                                                                |       |                                                         |
| 2018 | ST Cupra Carbon Edition (Edición limitada a 50 unidades solo para Reino Unido) | Cupra |                                                         |
| como bien dice el nombre de la edición incluye un pack en material de fibra de carbono. |                                                                                |       |                                                         |

### Seguridad
El SEAT León III realizó las pruebas de choque de la Euro NCAP en el año 2012, y consiguió una calificación total de 5 estrellas:
| Calificación total:        | 5/5 estrellas |
| Ocupantes adultos:         | 94%           |
| Ocupantes infantil:        | 92%           |
| Peatones:                  | 70%           |
| Asistente a la seguridad : | 71%           |

### Premios
En 2014 el SEAT León fue nombrado Coche del Año en España.

#### Prototipo
- Verde Plug-in: SEAT presenta este prototipo híbrido enchufable del SEAT León 2013. El modelo está equipado con el motor 1.4 litros TSI de 122 CV, y un motor eléctrico de 100 CV, asociado a una caja de 6 velocidades.

- Cross Sport Concept: Presentado en el salón del automóvil de Fráncfort de 2015, se trata de un SEAT León SC en color naranja y en un formato campero, del estilo del X-Perience pero dándole una imagen deportiva. Cuenta con unas prestaciones iguales a las del Cupra con un motor de dos litros y 300cv.

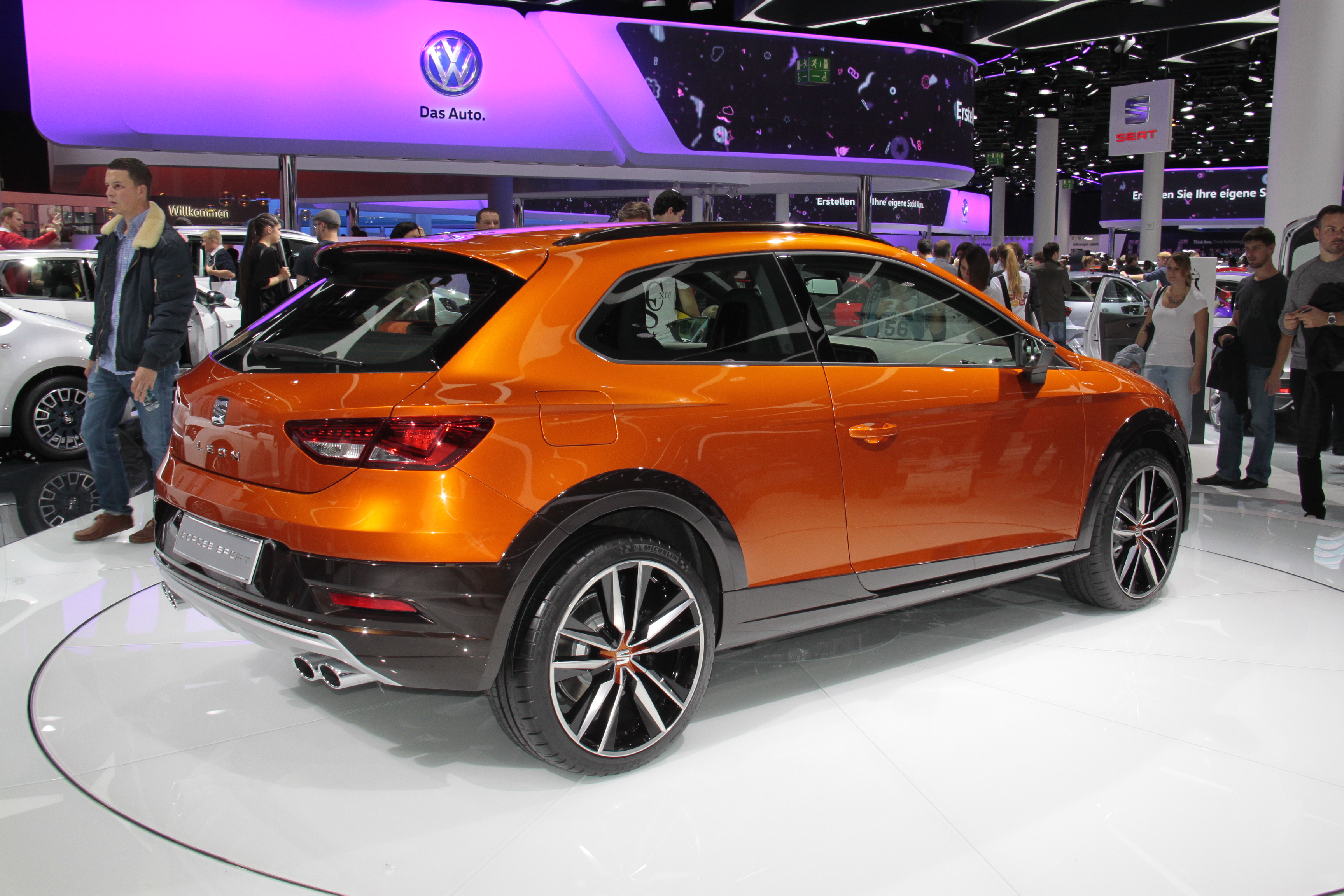
SEAT León Cross Sport Concept

- Cristóbal concept: Presentado en Barcelona Smart City Expo 2017, la denominación Cristóbal es debido al San Cristóbal patrón de los conductores, estéticamente es un SEAT León FR de color rojo, pero que incluye 19 nuevas funciones asociadas a la conducción autónoma y que en un futuro próximo se espera que se vayan incorporando a los coches de serie.[14]

### Competición
SEAT muestra en Worthersee 2013 el nuevo León Cup Racer, un coche con el que SEAT se renueva por completo para los eventos de competición, al ser ya el modelo de tercera generación. La carrocería ha sido ensanchada dándole un aspecto de coche de carreras. Se ha presentado en color gris oscuro con pequeños detalles en color naranja y tiene un motor de 330 cv, y posteriormente en el salón de Ginebra de 2014 se vuelve a presentar esta vez en color blanco con los mismos detalles en naranja para presentar un paquete opcional para la versión de calle del Cupra que se inspira en el modelo de competición.

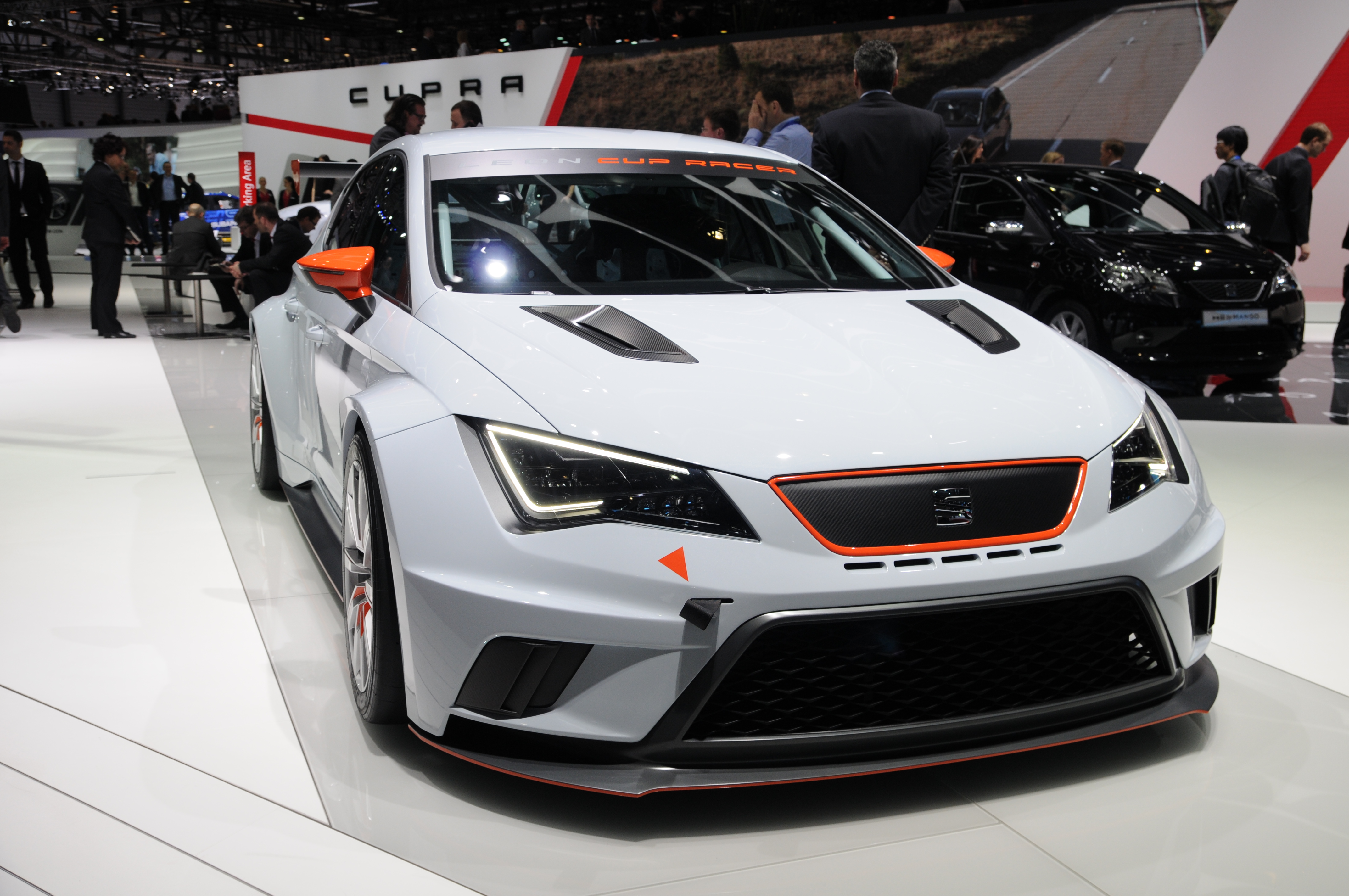
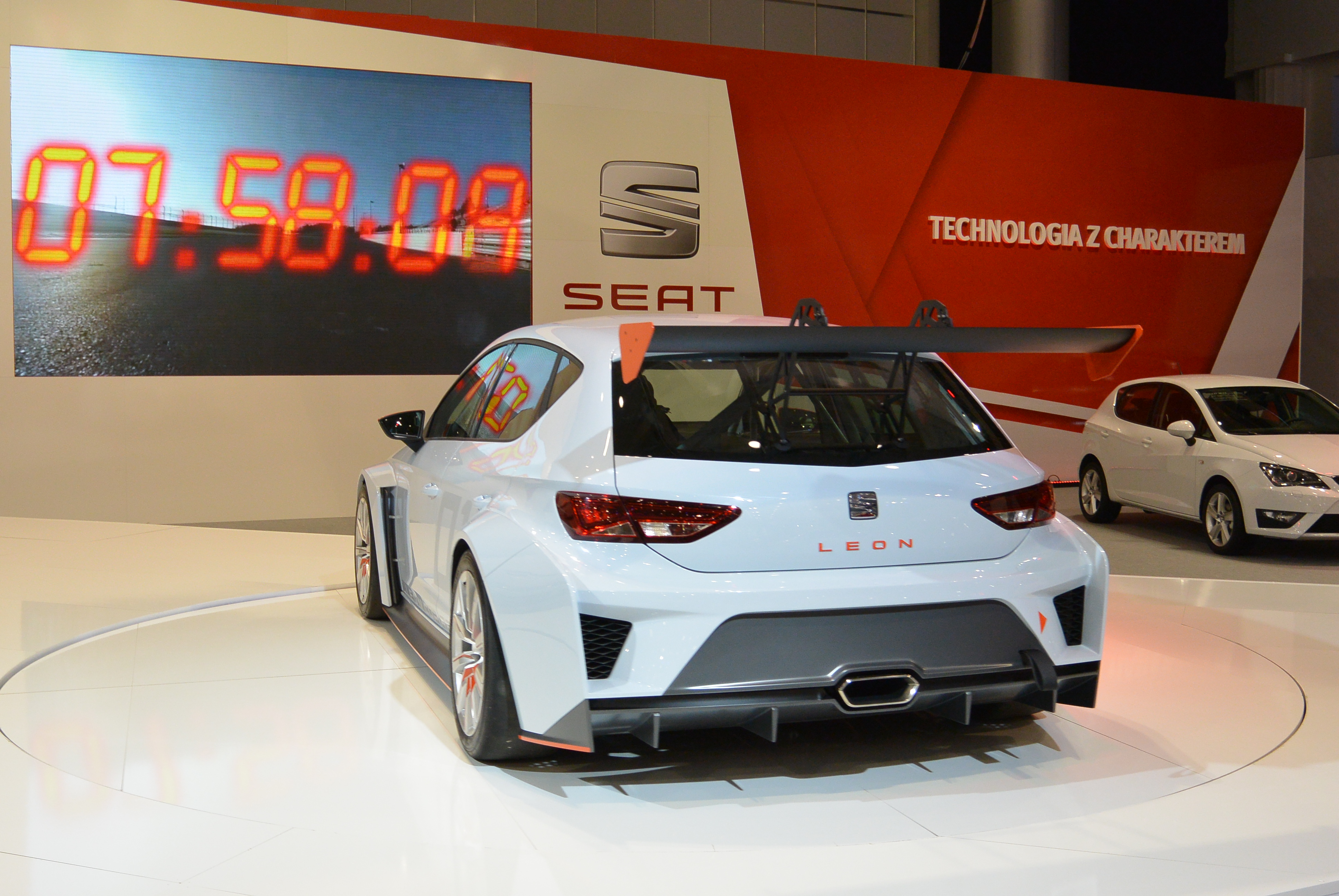
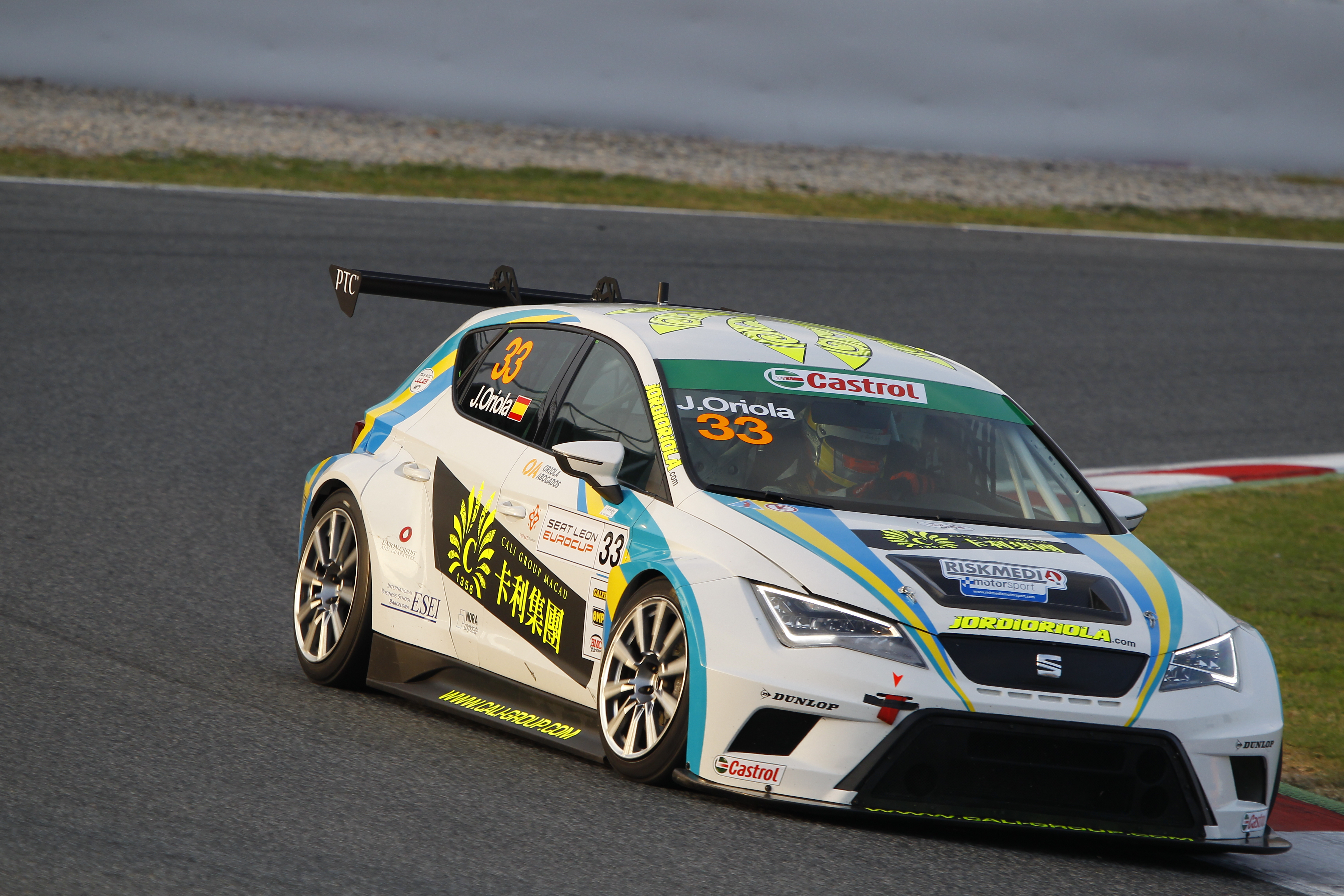

En 2016 se presenta un nuevo modelo de competición exclusivamente para el campeonato sueco de turismos, denominado como SEAT León Coupé STCC desarrollado entre Combitech y SEAT Sport, con base del SEAT León Cup, en una carrocería sedan de 3 puertas, ensanchado con un inmenso alerón y grandes pasos de rueda. Cuenta con un motor V6 de 3.500 cm³ y 420 CV de potencia.

## Versión X-PERIENCE
El SEAT León X-PERIENCE es un vehículo familiar con tracción en las 4 ruedas producido por el fabricante de automóviles español SEAT, miembro del Grupo Volkswagen. Se trata de la más reciente incorporación a la familia del SEAT León, y presentado en otoño de 2014 en el Salón del Automóvil de París.

### Diseño
El más reciente miembro de la familia León sigue la línea del diseño establecido por el resto de la gama, pero le añade características de diseño y tecnología que dan al vehículo la capacidad de ser un modelo con tracción permanente en las 4 ruedas y adaptado para cualquier terreno. El nuevo modelo tiene un aspecto exterior similar al SEAT León ST pero mide 27 milímetros más de altura.[1]
En el interior, el SEAT León X-Perience ofrece diferentes acabados y una variedad de nuevos materiales, incluyendo la opción de Alcántara marrón con costuras en color naranja o cuero negro. El maletero dispone de una capacidad de carga de 587 litros con pasajeros, pero puede ampliarse a hasta 1.470 litros abatiendo los respaldos de los asientos traseros.

### Motorización
El León X-Perience viene equipado con una selección de eficientes motores gasolina y diésel. El máximo exponente es el 2.0 TDI con 184 CV, capaz de acelerar de 0 a 100 km/h en 7,1 segundos, con una velocidad máxima de 224 km/h y un consumo de combustible combinado de 4,9 litros y emisiones de CO2 de 129 gramos por kilómetro. El motor 2.0 TDI de 150 CV tiene un consumo de 4,9 litros (CO2: 129 g/km).
El motor de gasolina es el 1.8 TSI de última generación, con 180 CV y un consumo de combustible de 6,6 litros a los 100 km (CO2: 152 g/km).
Todas las versiones disponen de la función Start/Stop y sistema de recuperación de energía.

### Tecnología
Las opciones de tecnología que ofrece el León X-Perience incluyen faros Full-LED y Control de Crucero Adaptativo con función de frenado de emergencia en ciudad. El control de crucero adaptativo mantiene la velocidad predeterminada, al igual que la distancia predeterminada respecto al vehículo que va delante, frenando y acelerando automáticamente dependiendo de la situación del tráfico. La velocidad se puede ajustar dentro de un rango de 30 a 160 km/h. El sistema de radar ACC trabaja con la transmisión manual y automática DSG. En vehículos equipados con DSG, el sistema puede decelerar hasta pararse detrás de un vehículo que se está deteniendo.

### Rendimiento
El Perfil de Conducción (SEAT Drive Profile) permite al conductor configurar las características de la dirección asistida, la entrega de potencia del motor y la transmisión DSG en tres modos – eco, confort y sport. También dispone de una configuración individual. 

### Seguridad
El León X-Perience está equipado con sistemas de asistencia a la conducción, incluyendo el Front Assist, que monitoriza la situación del tráfico delante del vehículo, el Asistente de Luces Largas, que cambia automáticamente de luces largas a cortas al detectar la presencia de coches en el sentido opuesto, y el Asistente de Control de Carril, una tecnología que ayuda a los conductores a no salirse de la calzada. El Detector de Somnolencia detecta el cansancio y utiliza una notificación de alerta para aconsejar al conductor cuándo debe hacer una pausa.
La tecnología de frenado del vehículo incluye EDS en las cuatro ruedas (bloqueos electrónicos de diferencial en ambos ejes) y XDS (diferencial de deslizamiento limitado para mayor tracción en curva), el programa de estabilidad electrónico ESC y el freno multicolisión.

### Sistemas de Infotainment
El SEAT León X-Perience está equipado con el sistema operativo SEAT Easy Connect, que permite el control del entretenimiento y la comunicación, así como otras funciones del vehículo, a través de una pantalla táctil ubicada en el salpicadero.
El sistema de sonido opcional de SEAT con una salida de 135 vatios y diez altavoces dispone de un altavoz adicional integrado en el salpicadero y un subwoofer de 35 vatios alojado en el maletero.